# 铁锈长旋螺
铁锈长旋螺（学名：Fusinus perplexus），亦作长旋螺，是新腹足目旋螺科Fusinus的一种。
主要分布于韩国、中国大陆、台湾。
常栖息在浅海沙底。